# Hector France
Hector Nicolas Alphonse Marie France (Mirecourt, 5 de julio de 1837 – Rueil-Malmaison, 19 de agosto de 1908) fue un escritor francés. En 1886 fue publicada su obra más famosa, Sous le Burnous, la cual incluye algunas ilustraciones de Édouard-Henri Avril. La obra fue traducida al inglés como Musk Hashish and Blood por Alfred Allinson.

## Obras
- L’Amour au pays bleu (1880)
- Le Péché de sœur Cunégonde (1880)
- Les Cent Curés paillards (1883)
- Marie Queue-de-Vache (1883)
- Les Va-nu-pieds de Londres (1883)
- Le Roman du curé (1884)
- La Pudique Albion. Les Nuits de Londres (1885)
- Sous le burnous (1886)
- L’Armée de John Bull (1887)
- Ketty Culbute (1887)
- Sac au dos à travers l’Espagne (1888)
- La Vierge russe (1893)
- Dictionnaire de la langue verte. Archaïsmes, néologismes, locutions étrangères, patois (1890)
- Roman d'une jeune fille pauvre 1896
- Les Mystères du monde, par Hector France, suite et fin des « Mystères du peuple », par Eugène Sue… (1898)
- L’Outrage (1900)
- Croquis d'outre-Manche (1900)
- Au pays de Cocagne, principauté de Monaco (1902)
- Musk, Hashish and Blood (1902)
- Le Beau Nègre : roman de mœurs sud-américaines (1902)
- La Fille du garde-chasse (1903)
- Un Parisien en Sibérie, Primera Parte, Le Tueur de Cosaques (1906)